# Wildenholz
Wildenholz ist ein Gemeindeteil der Gemeinde Schnelldorf im Landkreis Ansbach (Mittelfranken, Bayern). Die Gemarkung Wildenholz hat eine Fläche von 8,061 km². Sie ist in 811 Flurstücke aufgeteilt, die eine durchschnittliche Fläche von 9939,01 m² haben. In ihr liegt neben dem namensgebenden Ort der Gemeindeteil Steinbach an der Holzecke.

## Geografie
Das Pfarrdorf liegt am Schwarzenbach, einem rechten Zufluss der Wörnitz. Im Norden grenzt das Flurgebiet Röthlein an, im Südosten liegt der Vogelbuck. 0,5 km südwestlich erhebt sich der Pfeifbuck (546 m ü. NHN), 1,5 km südlich der Schloßberg (534 m ü. NHN). Beides sind Erhebungen der Schnelldorfer Hardt, die Teil der Frankenhöhe ist.
Die Kreisstraße AN 27 führt nach Steinbach an der Holzecke (1,4 km nordwestlich) bzw. zur AN 4 (2,1 km südöstlich). Eine Gemeindeverbindungsstraße führt zur AN 5 nördlich von Bottenweiler (1,7 km östlich).

## Geschichte
Wildenholz lag im Fraischbezirk des ansbachischen Oberamtes Feuchtwangen. Im Jahre 1732 bestand der Ort aus 31 Anwesen (2 Höfe, 1 Anwesen mit Wirtschaft, 1 Mühle, 3 Anwesen mit Backrecht, 1 Anwesen mit Badstube, 1 Anwesen mit Schmiede, 13 Gütlein, 9 Söldenhäuslein) und aus 1 Kirche, 1 Pfarrhaus, 1 Schulhaus, 1 Hirtenhaus. Die Dorf- und Gemeindeherrschaft und die Grundherrschaft über alle Anwesen hatte die hohenlohische Amt Schillingsfürst. 1804 gab es 63 Haushalte, die alle Hohenlohe-Schillingsfürst untertan waren.
Mit dem Gemeindeedikt (frühes 18. Jahrhundert) wurde das Steuerdistrikt Wildenholz gebildet. Zu diesem gehörten Bottenweiler, Großmühlen, Steinbach an der Holzecke und Waldhausen. Zugleich entstand die Ruralgemeinde Wildenholz, die deckungsgleich mit dem Steuerdistrikt war. Sie unterstand in Verwaltung und Gerichtsbarkeit dem Landgericht Feuchtwangen und in der Finanzverwaltung dem Rentamt Feuchtwangen. Spätestens 1840 löste sich Bottenweiler mit Mühlen und Waldhausen und bildete eine eigene Ruralgemeinde. Ab 1858 gehörte Wildenholz zum Landgericht Schillingsfürst und zum Rentamt Rothenburg ob der Tauber (1919 in Finanzamt Rothenburg ob der Tauber umbenannt). Ab 1862 übernahm das neu gebildete Bezirksamt Rothenburg ob der Tauber die Verwaltung (1939 in Landkreis Rothenburg ob der Tauber umbenannt). In der Gerichtsbarkeit blieb das Landgericht Schillingsfürst zuständig (1879 in Amtsgericht Schillingsfürst umbenannt), von 1928 bis 1973 war es das Amtsgericht Rothenburg ob der Tauber. Die Gemeinde Wildenholz hatte 1964 eine Gebietsfläche von 8,690 km². Im Zuge der Gebietsreform in Bayern wurde am 1. Juli 1972 Wildenholz nach Schnelldorf eingemeindet.

### Baudenkmäler
In Wildenholz gibt es drei Baudenkmäler:
- Am Kirchbuck 3: eingeschossiges Wohnstallhaus, Fachwerk, frühes 19. Jahrhundert
- Am Kirchbuck 9: evangelisch-lutherische Pfarrkirche St. Jakobus, ehemalige Chorturmanlage mit abgewalmtem Satteldach, um 1300, neuer Ostturm mit Zeltdach 1818 angefügt; mit Ausstattung; Friedhofsmauer, im Kern wohl mittelalterlich
- Neugasse 1: Gasthaus, zweigeschossiger Satteldachbau mit Fachwerk-Obergeschoss, 18. Jahrhundert.

### Bodendenkmäler
In der Gemarkung Wildenholz gibt es vier Bodendenkmäler.

### Einwohnerentwicklung
Gemeinde Wildenholz
| Jahr      | 1818  | 1840   | 1852   | 1855   | 1861   | 1867   | 1871   | 1875   | 1880   | 1885   | 1890   | 1895   | 1900   | 1905   | 1910   | 1919   | 1925   | 1933   | 1939   | 1946   | 1950   | 1952   | 1961   | 1970   |
| Einwohner | 626   | 550    | 563    | 531    | 551    | 558    | 534    | 550    | 561    | 565    | 547    | 533    | 525    | 542    | 499    | 510    | 503    | 476    | 460    | 521    | 509    | 459    | 412    | 430    |
| Häuser    | 131   | 91     |        |        |        |        | 124    |        |        | 122    | 115    |        | 113    |        |        |        | 110    |        |        |        | 101    |        | 101    |        |
| Quelle    | [ 9 ] | [ 16 ] | [ 17 ] | [ 17 ] | [ 18 ] | [ 19 ] | [ 20 ] | [ 21 ] | [ 22 ] | [ 23 ] | [ 24 ] | [ 17 ] | [ 25 ] | [ 17 ] | [ 26 ] | [ 17 ] | [ 27 ] | [ 17 ] | [ 17 ] | [ 17 ] | [ 28 ] | [ 17 ] | [ 12 ] | [ 29 ] |

Ort Wildenholz
| Jahr      | 001818 | 001840 | 001861 | 001871 | 001885 | 001900 | 001925 | 001950 | 001961 | 001970 | 001987 |
| Einwohner | 364    | 429    | 409    | 403    | 430    | 413    | 374    | 369    | 314    | 332    | 292    |
| Häuser    | 69     | 70     |        |        | 95     | 87     | 84     | 77     | 78     |        | 84     |
| Quelle    | [ 9 ]  | [ 16 ] | [ 18 ] | [ 20 ] | [ 23 ] | [ 25 ] | [ 27 ] | [ 28 ] | [ 12 ] | [ 29 ] | [ 1 ]  |

## Religion
Der Ort ist Sitz der Pfarrei St. Jakobus und seit der Reformation evangelisch-lutherisch geprägt. Die Einwohner römisch-katholischer Konfession sind nach Kreuzerhöhung (Schillingsfürst) gepfarrt.